# Klitnea, Malîn
Klitnea (în ucraineană Клітня) este un sat în comuna Budo-Vorobii din raionul Malîn, regiunea Jîtomîr, Ucraina.
Localitatea face parte din regiunea istorică Volânia, iar după tratatul de pace de la Riga din 1921 a devenit parte a Uniunii Sovietice.

## Demografie
Componența lingvistică a localității Klitnea
     Ucraineană (98,92%)
     Rusă (1,08%)
Conform recensământului din 2001, majoritatea populației localității Klitnea era vorbitoare de ucraineană (98,92%), existând în minoritate și vorbitori de rusă (1,08%).